# Géographie de la République centrafricaine
La République centrafricaine se trouve en Afrique centrale, au nord de la République démocratique du Congo. Le pays n'a pas accès à la mer, comme la plupart des pays de l'Afrique centrale.
La République centrafricaine possède une superficie supérieure (+12 % environ) à celle du territoire européen de la France métropolitaine et à près de deux fois la Côte d'Ivoire.

## Situation
Entre 2° et 11° de latitude Nord et 14° et 28° de longitude Est, la Centrafrique est un pays d'Afrique centrale totalement situé en zone tropicale au nord de l'Équateur et au sud du tropique du Cancer.
Frontières terrestres5 920 km dont :
- Cameroun 901 km,
- Tchad 1 556 km,
- République démocratique du Congo 1 747 km,
- République du Congo 487 km,
- Soudan 174 km,
- Soudan du Sud 1 055 km,

## Topographie
Le pays est vaste, on peut trouver des zones de plaine comme des zones à fortes dénivelées. On trouve également des plateaux et des collines éparses vers le Nord et le Sud.

## Géologie
Le sous-sol renferme divers richesses : diamant, uranium, or, et pétrole,

## Hydrologie

### Bilan hydrique

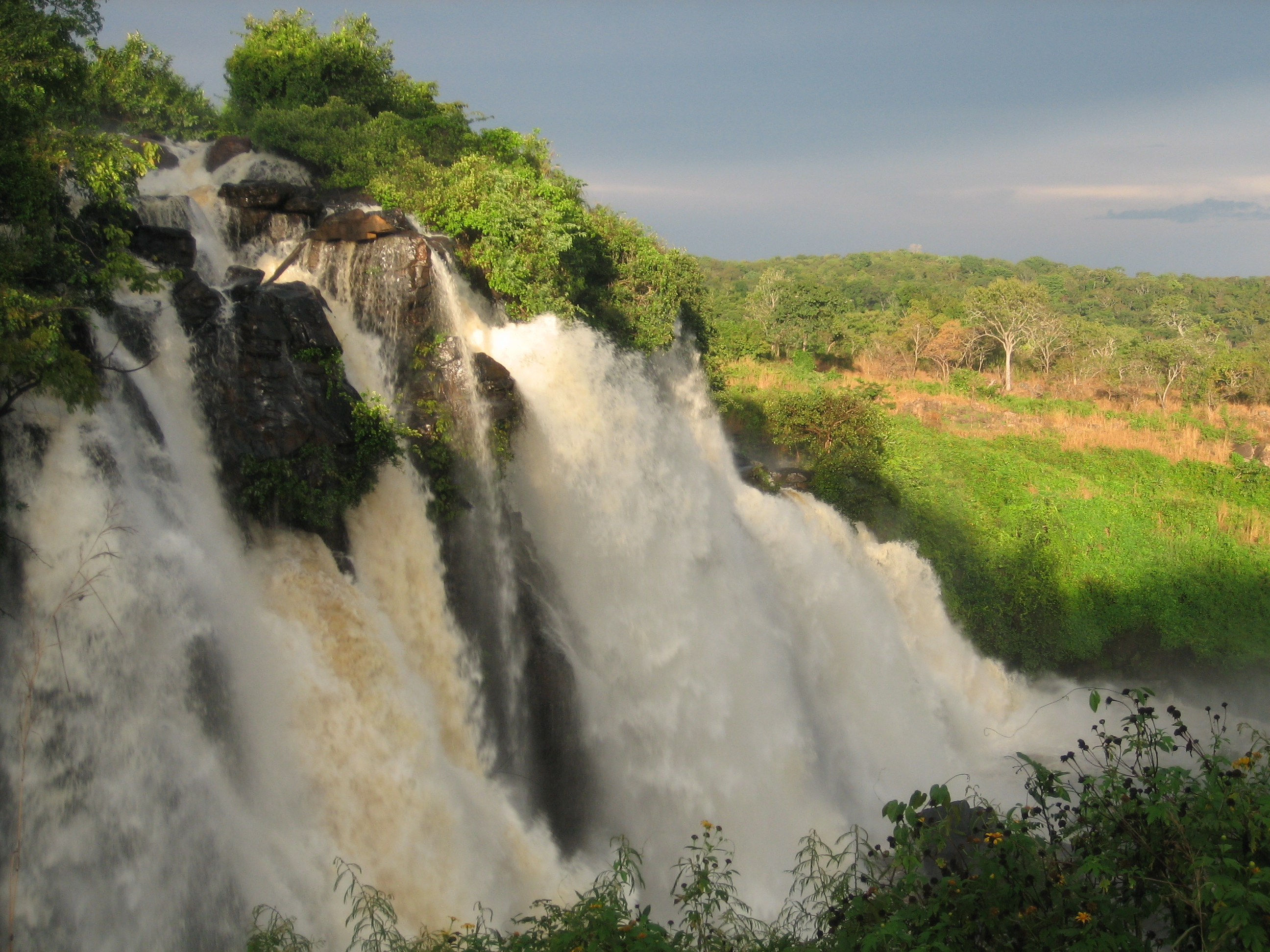
Chutes de Boali sur le Mbali

Les précipitations tombant sur le pays sont assez abondantes en moyenne ; elles alimentent des cours d'eau souvent puissants qui coulent tous vers les pays voisins.
D'après Aquastat, la hauteur d'eau annuelle moyenne des précipitations est de 1 343 millimètres, soit pour une superficie de 622 980 kilomètres carrés, un volume de précipitations annuelles de 836,66 kilomètres cubes (France métropolitaine 477,99 km3).

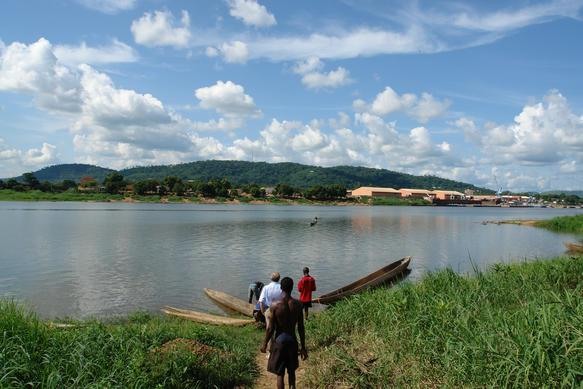
L'Oubangui près de Bangui

De ce volume de précipitations, l'évapo-transpiration et les infiltrations consomment quelque 695,66 km3. Restent 141 kilomètres cubes de ressources d'eau superficielle produites sur le territoire du pays (en interne).
Le pays reçoit en outre un supplément d'eau provenant de pays voisins, à savoir 3,4 km3 venant de la République démocratique du Congo représentant la moitié du débit de 6,8 km3 du Mbomou, rivière frontière.
Les ressources en eau du pays se montent donc au total à 144,5 kilomètres cubes (c'est-à-dire 144,5 milliards de m3). Pour une population de quelque 4,5 millions de personnes (début 2009), la quantité annuelle d'eau disponible par habitant et par an se monte donc à plus de 30 000 mètres cubes, ce qui est très élevé.
On considère que la totalité du volume d'eau produit dans le pays quitte le territoire, et ce à destination du Tchad par le biais des cours d'eau du bassin du Chari, et vers les deux Congos par l'intermédiaire de l'Oubangui.

## Climat
Le climat est tropical avec :
- des hivers chauds et secs
- des étés tempérés à chaud, et humides

## Environnement

### Dangers naturels
Chaleur ; sécheresses ; les vents harmattan poussiéreux affectent des régions du Nord ; fréquentes inondations.

### Problèmes environnementaux
L'eau des forages n'est pas potable ; le braconnage a terni sa réputation de dernier grand refuge pour la vie sauvage animale ; désertification ; déforestation.

### Accords environnementaux
Partie à :
Biodiversité, Convention-cadre des Nations unies sur les changements climatiques, Désertification, Espèce menacée, Traité d'interdiction complète des essais nucléaires, Protection de la couche d'Ozone, Tropical Timber 94

signé mais non ratifié :
Convention des Nations unies sur le droit de la mer
Le République centrafricaine fait aussi partie depuis 1999 de la Commission du bassin du lac Tchad (CBLT), ce qui se comprend dans la mesure où son territoire est de loin le principal pourvoyeur des eaux du lac.

### Parcs nationaux
- parc national André-Félix
- parc national du Manovo-Gounda St. Floris (inscrit sur la liste du patrimoine mondial de l'UNESCO)
- parc national Bamingui-Bangoran
- parc national Dzanga-Ndoki
- parc national Mbaéré-Bodingué